# توییالا

نشان سابق توییالا

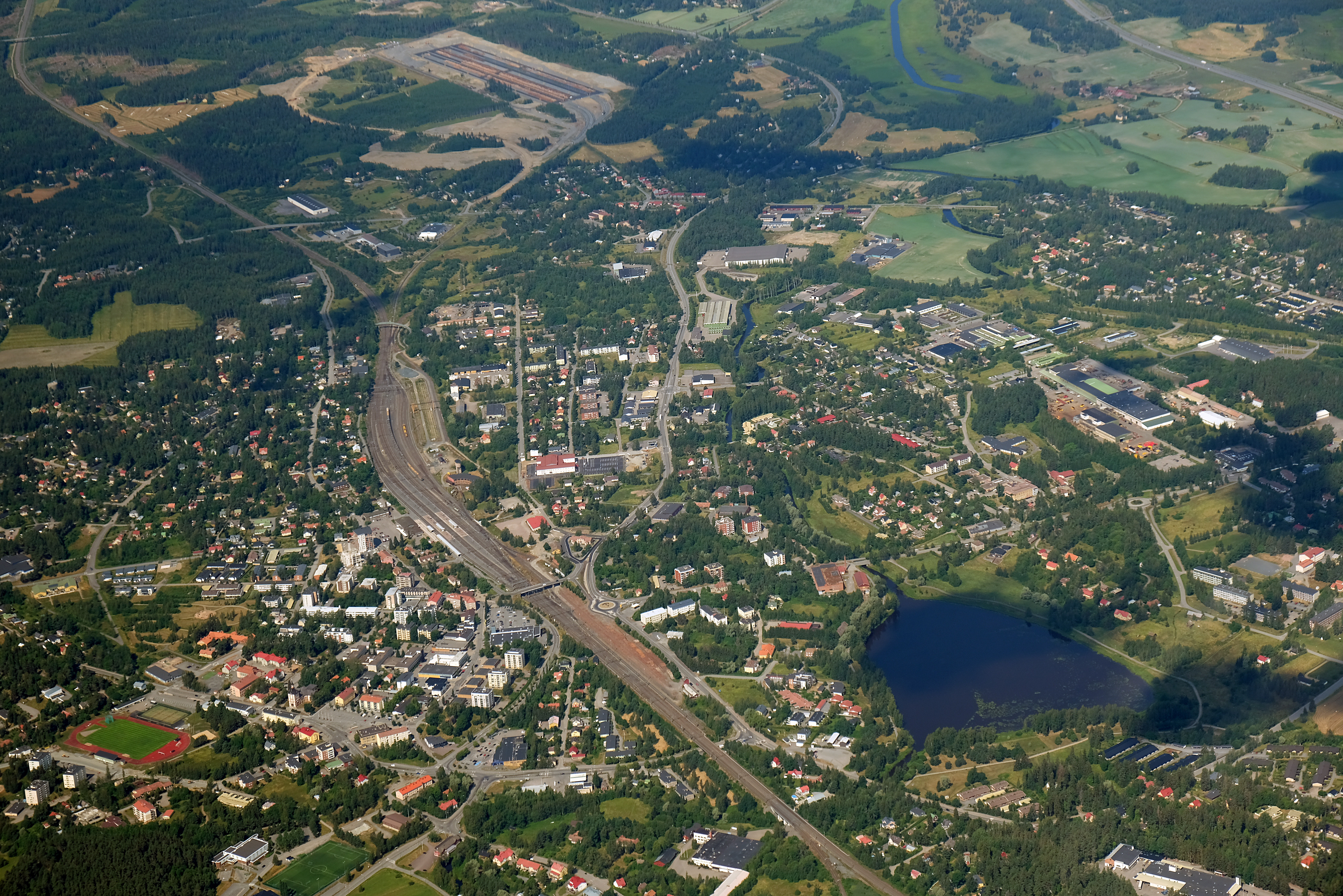
نمای هوایی توییالا.

تُویْیالا یک شهر و از شهرداری‌های  فنلاند در سابق است که در حدود ۴۰ کیلومتر (۲۵ مایل) جنوب تامپره واقع شده‌است. در ۱ ژانویه ۲۰۰۷، با ویالا ادغام شد تا شهر آکائا را تشکیل دهد.

## موقعیت
توییالا به عنوان یک چهارراه مهم راه‌آهن شناخته می‌شود. مسیرهای هلسینکی - تامپره و تورکو - تامپره در ایستگاه راه‌آهن توییالا به هم می‌رسند.
توییالا در استان فنلاند غربی واقع شده‌است و بخشی از منطقه پیرکانما است. این شهرداری ۸۳۰۵ نفر (پایان آوریل ۲۰۰۴) جمعیت داشت و مساحتی معادل ۵۸٫۶۰ کیلومتر مربع (۲۲٫۶۳ مایل مربع) را پوشش می‌داد که ۷٫۷۲ کیلومتر مربع (۲٫۹۸ مایل مربع) آن آب است. تراکم جمعیت (تا تاریخ ۳۱ دسامبر ۲۰۰۳) ۱۶۳٫۲ ساکن در هر کیلومتر مربع (۴۲۳ ساکن در هر مایل مربع) بود. گویشوران این شهرداری با زبان فنلاندی حرف می‌زنند.
تا سال ۲۰۱۵، توییالا میزبان دفتر نوکیا بود.
در ۴ آوریل ۲۰۱۴، ده نفر از ساکنان توییالا با کسب رکورد یورو جکپات ۵۷ میلیون یورویی، مولتی میلیونر شدند.

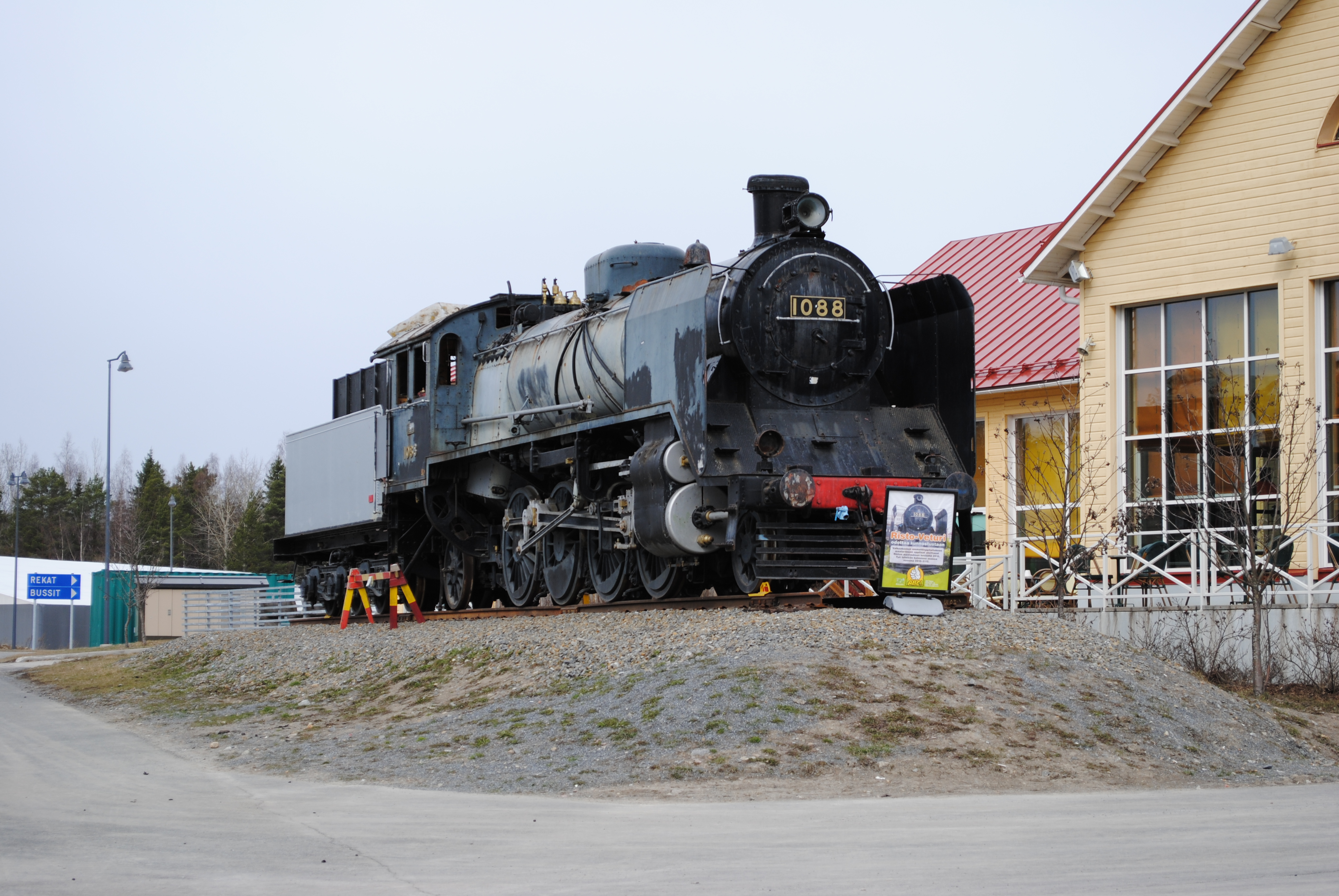
لوکوموتیو بخار شماره. ۱۰۸۸ در توییالا

## مشاهیر
- یارکو آهولا، نوازنده (متولد ۱۹۷۷)
- هاری هولکری، سی و ششمین نخست‌وزیر فنلاند (۱۹۳۷–۲۰۱۱)
- ساسو هووی، بازیکن هاکی روی یخ (متولد ۱۹۸۲)
- آکی کائوریسماکی، فیلمنامه‌نویس و کارگردان فیلم (متولد ۱۹۵۷)
- میکا کائوریسماکی، کارگردان سینما (زاده ۱۹۵۵)
- اولینا سیمیله، بازیکن المپیکی هاکی روی یخ (متولد ۱۹۷۸)
- آکی سیرکسالو، خواننده (۱۹۶۲–۲۰۰۴)
- آروو یولپه، متخصص اطفال، شناخته شده به عنوان پدر سیستم کلینیک عمومی رفاه کودکان فنلاند (۱۸۸۷–۱۹۹۲)

## شهرهای خواهرخوانده
- نانچانگ، (۱۹۹۷)[۳]
- بخش هالسبری (۱۹۴۶)